# 괴팅겐 천문대
괴팅겐 대학천문대(Universitätssternwarte Göttingen)는 괴팅겐 게오르크 아우구스트 대학교의 역사적인 연구시설로, 빈과 그라츠에 이어 독일어권에서는 세 번째로 지어진 대학천문대이다. 대학교의 물리학부는 현재 이를 이어서 괴팅겐 동쪽의 하인베르크에 두 번째 천문대를 운영하고 있다.